# Turbulencija
Turbulencija (lat. turbulentus: nemiran, uzburkan) je nepravilno vrtložno strujanje koje se javlja u tečnosti i gasu kada se ono usporava zbog prolaska pored čvrstih tela ili kada brzina strujanja prelazi određenu granicu. U dinamici fluida, turbulencija ili turbulentni tok je kretanje tečnosti koje karakteriše haotična promena pritiska i brzine protoka. Ona je u suprotnosti sa laminarnim tokom, koji nastaje kada tečnost teče u paralelnim slojevima, bez poremećaja između tih slojeva. Za turbulentno strujanje karakteristično je da pored srednje brzine strujanja, svaka čestica tečnosti ili gasa ima još i dodatnu brzinu koja može biti delimično u smeru glavnog strujanja, delimično suprotna smeru strujanja. Po tome se razlikuje turbulentno od laminarnog strujanja, u kojem nema dodatnih brzina. Pod određenim uslovima uz turbulenciju pojavljuje se i kavitacija. U atmosferi je strujanje vazduha (vetra) gotovo uvek turbulentno.
Turbulencija se često uočava u svakodnevnim pojavama kao što su surfanje, brze reke, gromoglasni olujni oblaci ili dim iz dimnjaka, i većina protoka tečnosti koji se javljaju u prirodi ili su stvoreni u inženjerskim primenama su turbulentni.‍:2 Turbulencija nastaje usled prekomerne kinetičke energije u delovima protoka tečnosti, čime se prevazilazi efekat prigušivanja viskoznosti tečnosti. Iz tog razloga turbulencija se obično realizuje u fluidima sa niskim viskozitetom. Generalno gledano, u turbulentnom protoku javljaju se nestabilni vrtlozi mnogih veličina koji međusobno deluju, što posledično dovodi do povlačenja usled povećanja efekata trenja. To povećava energiju potrebnu za ispumpavanje tečnosti kroz cev. Turbulencija se može iskoristiti, na primer, u uređajima poput aerodinamičkih spojlera na avionima kojima se „narušava“ laminarni tok kako bi povećala vuča i smanjilo podizanje.
Pojava turbulencije može se predvideti bezdimenzionalnim Reinoldsovim brojem, odnosom kinetičke energije prema viskoznom prigušivanju u protoku tečnosti. Međutim, turbulencija se dugo opirala detaljnoj fizičkoj analizi, i interakcije unutar turbulencije stvaraju veoma složen fenomen. Ričard Fajnman je opisao turbulenciju kao najvažniji nerešeni problem klasične fizike.
Intenzitet turbulencije utiče na mnoga polja, na primer na riblju ekologiju, zagađenje vazduha, padavine i klimatske promene.

## Primeri turbulencije
- Dim koji se diže iz cigarete. Prvih nekoliko centimetara dim je laminaran. Pramen dima postaje turbulentan kako se njegov Rejnoldsov broj povećava sa povećanjem brzine protoka i karakteristične skale dužine.
- Protok preko loptice za golf. (Ovo se najbolje može razumeti ako se smatra da je loptica za golf nepokretna, sa vazduhom koji struji preko nje.) Da je loptica za golf glatka, protok graničnog sloja preko prednjeg dela sfere bio bi laminaran u tipičnim uslovima. Međutim, granični sloj bi se rano odvojio, pošto je gradijent pritiska prelazio sa povoljnog (pritisak koji se smanjuje u smeru protoka) na nepovoljan (pritisak raste u smeru strujanja), stvarajući veliki deo niskog pritiska iza lopte koji stvara veliki otpor vučenja. Da bi se ovo sprečilo, površina je udubljena da bi se poremetio granični sloj i podstakla turbulencija. Ovo dovodi do većeg trenja kože, ali pomera tačku odvajanja graničnog sloja dalje, što rezultira manjim otporom.
- Turbulencija u čistom vazduhu tokom leta aviona, kao i slabo astronomsko gledanje (zamućenje slika koje se vide kroz atmosferu).
- Većina zemaljske atmosferske cirkulacije.
- Okeanski i atmosferski mešoviti slojevi i intenzivne okeanske struje.
- Uslovi protoka u mnogim industrijskim uređajima (kao što su cevi, kanali, taložnici, prečistači gasa, izmenjivači toplote s dinamički struganom površinom, itd) i mašine (na primer, motori sa unutrašnjim sagorevanjem i gasne turbine).
- Spoljni tok preko svih vrsta vozila kao što su automobili, avioni, brodovi i podmornice.
- Kretanje materije u zvezdanim atmosferama.
- Mlaz koji se izbacuje iz mlaznice u mirujuću tečnost. Kako protok izlazi u ovu spoljašnju tečnost, stvaraju se smičući slojevi koji potiču od ivica mlaznice. Ovi slojevi odvajaju mlaz koji se brzo kreće od spoljašnje tečnosti, a pri određenom kritičnom Rejnoldsovom broju postaju nestabilni i razbijaju se do turbulencije.
- Biološki generisana turbulencija koja je rezultat plivanja životinja utiče na mešanje okeana.[9]
- Snežne ograde funkcionišu tako što izazivaju turbulencije u vetru, primoravajući ga da spusti veći deo svog snega u blizini ograde.
- Nosači mostova (stubovi) u vodi. Kada je tok reke spor, voda glatko teče oko potpornih nogu. Kada je protok brži, veći Rejnoldsov broj je povezan sa protokom. Tok može početi laminarno, ali se brzo odvaja od noge i postaje turbulentan.

- U mnogim geofizičkim tokovima (reke, atmosferski granični sloj), turbulencijom toka dominiraju koherentne strukture i turbulentni događaji. Turbulentni događaj je niz turbulentnih fluktuacija koje sadrže više energije od prosečne turbulencije toka.[10][11] Turbulentni događaji su povezani sa koherentnim strujnim strukturama kao što su vrtlozi i turbulentno pucanje, i oni igraju ključnu ulogu u smislu pražnjenja sedimenta, akrecije i transporta u rekama, kao i mešanja i disperzije zagađivača u rekama i estuarijima i u atmosferi.
- U medicinskoj oblasti kardiologije, stetoskop se koristi za otkrivanje srčanih tonova i šumova, koji su posledica turbulentnog krvotoka. Kod normalnih osoba, srčani tonovi su proizvod turbulentnog toka dok se srčani zalisci zatvaraju. Međutim, u nekim uslovima turbulentni tok se može čuti iz drugih razloga, od kojih su neki patološki. Na primer, kod uznapredovale ateroskleroze, u nekim krvnim sudovima koji su suženi procesom bolesti mogu se čuti šumovi (a samim tim i turbulentni tok).
- Nedavno su turbulencije u poroznim medijima postale tema za velike debate.[12]
- Strategije koje životinje koriste za olfaktornu navigaciju i njihov uspeh su pod velikim uticajem turbulencije koja utiče na mirisnu raspodelu.[13][14]

## Karakteristike
Turbulenciju karakterišu sledeće karakteristike:
NepravilnostTurbulentni tokovi su uvek veoma nepravilni. Iz tog razloga, problemi turbulencije se obično tretiraju statistički, a ne deterministički. Turbulentni tok je haotičan. Međutim, nisu svi haotični tokovi turbulentni.
DifuznostLako dostupno snabdevanje energijom u turbulentnim tokovima ima tendenciju da ubrza homogenizaciju (mešanje) smeša fluida. Karakteristika koja je odgovorna za pojačano mešanje i povećane brzine transporta mase, momenta i energije u toku naziva se „difuznost“.
Turbulentna difuzija se obično opisuje koeficijentom turbulentne difuzije. Ovaj koeficijent turbulentne difuzije je definisan u fenomenološkom smislu, po analogiji sa molekularnim difuzivnostima, ali on nema pravo fizičko značenje, budući da zavisi od uslova strujanja, a ne od svojstva samog fluida. Pored toga, koncept turbulentne difuzije pretpostavlja konstitutivni odnos između turbulentnog fluksa i gradijenta srednje promenljive sličan odnosu između fluksa i gradijenta koji postoji za molekularni transport. U najboljem slučaju, ova pretpostavka je samo aproksimacija. Ipak, turbulentna difuzivnost je najjednostavniji pristup za kvantitativnu analizu turbulentnih strujanja, a mnogi modeli su postulirani za njeno izračunavanje. Na primer, u velikim vodenim telima poput okeana ovaj koeficijent se može naći korišćenjem Ričardsonovog zakona četiri trećine stepena i podložan je principom slučajnog hoda. U rekama i velikim okeanskim strujama, koeficijent difuzije je dat varijacijama Elderove formule.
RotacionalnostTurbulentni tokovi imaju vrtložnost različitu od nule i karakteriše ih snažan trodimenzionalni mehanizam generisanja vrtloga poznat kao istezanje vrtloga. U dinamici fluida, oni su u suštini vrtlozi podvrgnuti istezanju povezanom sa odgovarajućim povećanjem komponente vrtloženja u pravcu istezanja — zbog očuvanja ugaonog momenta. S druge strane, istezanje vrtloga je osnovni mehanizam na koji se oslanja kaskada energije turbulencije da bi uspostavila i održala funkciju strukture koja se može identifikovati. Generalno, mehanizam istezanja podrazumeva stanjivanje vrtloga u pravcu koji je upravan na pravac istezanja usled očuvanja zapremine fluidnih elemenata. Kao rezultat, skala radijalne dužine vrtloga se smanjuje i veće strukture toka se raspadaju na manje strukture. Proces se nastavlja sve dok strukture male veličine nisu dovoljno male da se njihova kinetička energija može transformisati molekularnim viskozitetom tečnosti u toplotu. Turbulentno strujanje je uvek rotaciono i trodimenzionalno. Na primer, atmosferski cikloni su rotacioni, ali njihovi u suštini dvodimenzionalni oblici ne dozvoljavaju stvaranje vrtloga i stoga nisu turbulentni. S druge strane, okeanski tokovi su disperzivni, ali u suštini nisu rotacioni i stoga nisu turbulentni.
DisipacijaDa bi se održao turbulentni tok, potreban je postojan izvor snabdevanja energijom jer se turbulencija brzo raspršuje kako se kinetička energija pretvara u unutrašnju energiju viskoznim smičnim naponom. Turbulencija izaziva stvaranje vrtloga mnogo različitih skala dužine. Većina kinetičke energije turbulentnog kretanja sadržana je u strukturama velikih razmera. Energija se „kaskadno” prenosi iz ovih velikih struktura u strukture manjih razmera pomoću inercionog i u suštini neviscidnog mehanizma. Ovaj proces se nastavlja, stvarajući sve manje i manje strukture koje proizvode hijerarhiju vrtloga. Na kraju, ovaj proces stvara strukture koje su dovoljno male da molekularna difuzija postane važna i da se konačno desi viskozna disipacija energije. Skala na kojoj se to dešava je Kolmogorovljeva skala dužine.
Preko ove energetske kaskade, turbulentno strujanje se može realizovati kao superpozicija spektra fluktuacija brzine strujanja i vrtloga na srednjem toku. Vrtlozi su labavo definisani kao koherentni obrasci brzine protoka, vrtložnosti i pritiska. Turbulentni tokovi se mogu posmatrati kao sastavljeni od čitave hijerarhije vrtloga u širokom opsegu skala dužine, a hijerarhija se može opisati energetskim spektrom koji meri energiju u fluktuacijama brzine protoka za svaku skalu dužine (talasni broj). Skale u energetskoj kaskadi su generalno nekontrolisane i veoma nesimetrične. Ipak, na osnovu ovih skala dužine ovi vrtlozi se mogu podeliti u tri kategorije.
Integralna vremenska skalaIntegralna vremenska skala za Lagranžov tok se može definisati kao:
{\displaystyle T=\left({\frac {1}{\langle u'u'\rangle }}\right)\int _{0}^{\infty }\langle u'u'(\tau )\rangle \,d\tau }
gde je u′ fluktuacija brzine, a {\displaystyle \tau } je vremensko kašnjenje između merenja.
Skala integralne dužineVeliki vrtlozi dobijaju energiju iz srednjeg protoka, a takođe i jedni od drugih. Dakle, ovo su vrtlozi za proizvodnju energije koji sadrže većinu energije. Imaju veliku fluktuaciju brzine protoka i niske su frekvencije. Integralne skale su visoko anizotropne i definisane su u smislu normalizovanih korelacija brzine protoka u dve tačke. Maksimalna dužina ovih skala je ograničena karakterističnom dužinom aparata. Na primer, najveća skala integralne dužine protoka cevi jednaka je prečniku cevi. U slučaju atmosferske turbulencije, ova dužina može dostići i do nekoliko stotina kilometara. Integralna skala dužine može se definisati kao
{\displaystyle L=\left({\frac {1}{\langle u'u'\rangle }}\right)\int _{0}^{\infty }\langle u'u'(r)\rangle \,dr}
gde je r rastojanje između dve merne lokacije, a u′ je fluktuacija brzine u istom pravcu.
Kolmogorovske skale dužineNajmanje skale u spektru koje formiraju opseg viskoznog podsloja. U ovom opsegu, unos energije iz nelinearnih interakcija i odliv energije iz viskozne disipacije su u tačnom balansu. Male skale imaju visoku frekvenciju, uzrokujući da turbulencija bude lokalno izotropna i homogena.
Tajlorove mikroskaleSrednje skale između najveće i najmanje skale koje čine inercijalni podopseg. Tejlorove mikroskale nisu disipativne skale, već prenose energiju od najveće do najmanje bez disipacije. Neki izvori ne smatraju Tejlorove mikroskale kao karakterističnu skalu dužine, i stanovišta su da energetska kaskada sadrži samo najveću i najmanju skalu; dok ove poslednje prihvataju i inercijalni podopseg i viskozni podsloj. Ipak, Tejlorove mikroskale se često pogodnije koriste u opisivanju termina „turbulencija“, jer ove Tejlorove mikroskale igraju dominantnu ulogu u prenosu energije i momenta u prostoru talasnih brojeva.
Iako je moguće pronaći neka konkretna rešenja Navije-Stoksovih jednačina koja upravljaju kretanjem fluida, sva takva rešenja su nestabilna na konačnim perturbacijama pri velikim Rejnoldsovim brojevima. Osetljiva zavisnost od početnih i graničnih uslova čini protok fluida nepravilnim kako u vremenu, tako i u prostoru, tako da je potreban statistički opis. Ruski matematičar Andrej Kolmogorov predložio je prvu statističku teoriju turbulencije, zasnovanu na pomenutom pojmu energetske kaskade (ideja koju je prvobitno uveo Ričardson) i konceptu samosličnosti. Kao rezultat toga, mikroskale Kolmogorova su nazvane po njemu. Sada je poznato da je samosličnost narušena, te je statistički opis modifikovan.
Potpun opis turbulencije jedan je od nerešenih problema u fizici. Prema jednoj apokrifnoj priči, Verner Hajzenberg je upitan šta bi zamolio Boga, ako mu se pruži prilika. Njegov odgovor je bio: „Kada sretnem Boga, postaviću mu dva pitanja: Zašto relativnost? I zašto turbulencija? Zaista verujem da će on imati odgovor za prvo.“ Slična duhovitost je bila pripisana Horacu Lamu u govoru Britanskoj asocijaciji za unapređenje nauke: „Sada sam star čovek, a kada umrem i odem u raj, postoje dve stvari o kojima se nadam prosvetljenju. Jedna je kvantna elektrodinamika, i drugo je turbulentno kretanje fluida, a o prvom sam prilično optimističan.“

## Istorija
Matematički modeli koje su dali Hagen-Poaze za strujanje fluida kroz cevi kružnog preseka, odnosno Stoks, za opstrujavanje fluida oko sfere, opisuju samo jednu usku oblast režima strujanja. Upoređujući eksperimentalno određene vrednosti pada pritiska, odnosno sile trenja, sa onima, koje za iste uslove strujanja, proizilaze iz jednačina, zapaža se odstupanje čim se uđe u oblast srednjih i većih brzina.
Znači zakonitosti razmene količine kretanja nisu tako jednostavne, kako je to do sada izgledalo. Činjenica da modeli daju vernu sliku strujnog polja pri malim brzinama ukazuje na njihovu egzaktnost u ovoj oblasti. Međutim, šta se to događa u strujnom polju što izaziva nagla odstupanja, veoma dugo je bilo pitanje bez odgovora, sve do pre 100 godina.
1883.godine engleski naučnik Ozborn Rejnolds izveo je niz eksperimenata kojima je pokazao rastojanje dva izrazito različita mehanizma strujanja, koji vladaju pri: niskim intenzitetima strujanja- laminarni (slojeviti) i visokim intenzitetima strujanja- turbulentni (vrtložni).
Pomoću uređaja, prikazanog na slici Rejnolds je bio u stanju da obezbedi strujanje vode kroz staklene cevi, raznim brzinama, što je postizao regulacijom ventila. Da bi se tok vizuelizovao, u osu staklene cevi uvedena je kapilarna cev kroz koju se ubrizgava intenzivno obojena tečnost (rastvor metilenskog plavog u vodi, gustine praktično jednake gustini vode), tako da brzina kapilarnog mlaza bude jednaka brzini vode u koju se ubrizgava. Na ovaj način formira se obojeno strujno vlakno duž cele dužine staklene cevi.

## Rejnoldsov broj
Posmatranjem strujnog vlakna, u zavisnosti od brzine kojom voda protiče kroz cev može se uočiti jedan nov fenomen, postojanje nepravilnih fluktuacionih impulsa čiji uticaj na stabilnost toka raste sa porastom brzine. U oblasti malih brzina, fluktuacioni impulsi su veoma slabo izraženi i vlakno mirno i glatko teče duž cevi. Povećanjem brzine, povećava se i uticaj impulsa, vlakno prvo počinje da se povija a pri još većim brzinama da se kida. 

Kvalitativna i kvantitativna ispitivanja su pokazala da je pojava kidanja niti upravo proporcionalna srednjoj brzini strujanja fluida u cevi (w), prečniku cevi(d) i gustini fluida(ρ), a obrnuto proporcionalna viskozitetu fluida(μ) a da kidanje niti nastaje onda kada količnik ovih veličina dostigne vrednost od oko 2000. Ovaj bezdimenzionalni količnik i danas poznajemo kao Rejnoldsov broj (Re). 
{\displaystyle Re={\frac {d\cdot w\cdot p}{\mu }}}
Kada se radi o strujanju fluida kroz cevi kružnog preseka, ono je pri Re≤2300 laminarno. U ovome režimu slojevi fluida glatko klize jedan preko drugog i u njemu se količina kretanja prenosi samo molekulskim mehanizmom. Prekoračenjem Re=2300 ulazi se u oblast u kojoj sve izrazitije postaje učešće drugog-konvektivnog mehanizma prenosa količine kretanja koji potpuno preovladava pri Re≥10000 kada strujanje postaje izrazito turbulentno. Za različite geometrije strujnog polja vrednost kritičnog Rejnoldsovog broja (kada prestaje laminarno strujanje) je različita, kao na primer:
{\displaystyle {Re_{krlt}}=2300} - strujanje u cevi i kružni poprečni presek
{\displaystyle {Re_{krlt}}=0,1} - opstrujavanje oko sfere
{\displaystyle {Re_{krlt}}=200.000} - strujanje duž ploče
Turbulentno strujanje okarakterisano je, kako je to Hince predložio, kao ,, ...neravnomerno stanje strujanja u kome parametri strujanja podležu nasumičnim procenama u vremenu i prostoru, pri čemu se statističkim metodama ovi parametri mogu usrednjiti...“.
Ispitujući fenomen turbulencije, Tejlor i Karman došli su do zaključka da turbulencija nastaje usled uspostavljanja gradijenta brzine koji nastaje ili usled prisustva nepokretne čvrste površine u strujnom polju (zidna turbulencija), ili usled uspostavljanja gradijenta brzine u slobodnom toku (slobodna turbulencija).

## Opis turbulencije
Rejnoldsovi eksperimenti pokazali su da je osnovna karakteristika turbulentnog strujanja, neravnomerna fluktuacija strujnih parametara. Vektor brzine menja se sa vremenom u ovakvom strujanju, i po intenzitetu i po pravcu. Savremenim eksperimentalnim metodama u mogućnosti smo da u jednoj tački strujnog polja registrujemo vektor brzine pri čemu je frekvencija instrumenta podešena tako da može da registruje sve fluktuacije.

Reinoldsovi eksperimenti su pokazali da intenzitet turbulencije zavisi od intenziteta strujanja. Ova vrednost vezuje se uz srednju brzinu, pri čemu je <w> srednja brzina struje fluida. 
{\displaystyle I={\frac {\sqrt {[u^{2}+v^{2}+w^{2}]}}{3\cdot <w>}}}

## Turbulentna difuznost
Količinu kretanja između susednih fluidnih slojeva prenose pojedinačni molekuli, svojim prelaskom iz sloja u sloj, prenoseći svoju količinu kretanja čime obogaćuju ukupnu količinu kretanja sredine u koju ulaze, a osiromašuju količinu kretanja sredine koju napuštaju. Merila intenziteta razmene su vrednosti molekulske difuzivnosti i gradijenta brzine.
U turbulentnom strujanju količinu kretanja prenose vrtlozi, makroskopski elementi mase fluida, koji učestvuju u fluktuacijama. 

## Prantlov put mešanja
Tumačenje turbulentne razmene količine kretanja na osnovu upoređenja sa molekulskim mehanizmom dovelo je do uvođenja novih elemenata analogije.
Rejnoldsovi eksperimenti su pokazali da po prekoračenju određenog intenziteta strujanja, unutrašnji poremećaji više ne mogu biti prigušivani i oni se manifestuju makroskopskim fluktuacijama i pojavama vrtloga. Pravi razlog pojave fluktuacije još uvek je mimo naše moći saznanja. Na ovome polju čine se ogromni napori- teorijska i eksperimentalna istraživanja u oblasti hidro i aerodinamičke stabilnosti toka.
Ako je u laminarnom strujanju nosilac karakteristike molekul, onda u turbulentnom strujanju to može biti vrtlog. Svoju nepromenjenu količinu kretanja molekul ima u periodu između dva sukcesivna sudara te analogno ovome, svoju nepromenjenu količinu kretanja vrtlog će imati između mesta svoga nastanka i mesta nestanka. Vrtlog će u tome periodu imati neki svoj identitet jer će se od okolnog fluida razlikovati po brzini. Pojava impulsa propraćena je pojavom lokalnog gradijenta brzine pa time i lokalne energetske disipacije. Ponašanje vrtloga je takvo da ovu disipaciju svede na minimum.
Prantlov put mešanja definisan je kao rastojanje između tačaka nastanka i nestanka vrtloga.

## Napomene
1. ↑  The story has also been attributed to John von Neumann, Arnold Sommerfeld, Theodore von Kármán, and Albert Einstein.

## Literatura
- Hoque, Mohammad Mainul; Joshi, Jyeshtharaj B.; Evans, Geoffrey M.; Mitra, Subhasish (31. 7. 2023). „A critical analysis of turbulence modulation in particulate flow systems: a review of the experimental studies”. Reviews in Chemical Engineering. S2CID 260316941. doi:10.1515/revce-2022-0068 .
- Falkovich, Gregory; Sreenivasan, K. R. (април 2006). „Lessons from hydrodynamic turbulence” (PDF). Physics Today. 59 (4): 43—49. Bibcode:2006PhT....59d..43F. doi:10.1063/1.2207037. Архивирано из оригинала (PDF) 03. 03. 2016. г. Приступљено 14. 07. 2012.
- Frisch, U. (1995). Turbulence: The Legacy of A. N. Kolmogorov. Cambridge University Press. ISBN 9780521457132.
- Davidson, P. A. (2004). Turbulence – An Introduction for Scientists and Engineers. Oxford University Press. ISBN 978-0198529491.
- Cardy, J.; Falkovich, G.; Gawedzki, K. (2008). Non-equilibrium Statistical Mechanics and Turbulence. Cambridge University Press. ISBN 9780521715140.
- Durbin, P. A.; Pettersson Reif, B. A. (2001). Statistical Theory and Modeling for Turbulent Flows. John Wiley & Sons. ISBN 978-0-470-68931-8.
- Bohr, T.; Jensen, M. H.; Paladin, G.; Vulpiani, A. (1998). Dynamical Systems Approach to Turbulence. Cambridge University Press. ISBN 9780521475143.
- McDonough, J. M. (2007). „Introductory Lectures on Turbulence – Physics, Mathematics, and Modeling” (PDF). University of Kentucky. Архивирано из оригинала (PDF) 19. 05. 2017. г. Приступљено 15. 09. 2024.
- Nieuwstadt, F. T. M.; Boersma, B. J.; Westerweel, J. (2016). Turbulence – Introduction to Theory and Applications of Turbulent Flows (Online изд.). Springer. ISBN 978-3-319-31599-7.
- Mehanika fluida za inženjere hidraulike, Hunter Rouse, Miroslav Stefančić
- G Falkovich. (2011). Fluid Mechanics (A short course for physicists). Cambridge University Press.
- Kolmogorov, Andrey Nikolaevich (1941). „The local structure of turbulence in incompressible viscous fluid for very large Reynolds numbers”. Proceedings of the USSR Academy of Sciences. 30: 299—303. (језик: руски), translated into English by. Kolmogorov, Andrey Nikolaevich (8. 7. 1991). „The local structure of turbulence in incompressible viscous fluid for very large Reynolds numbers”. Proceedings of the Royal Society of London, Series A: Mathematical and Physical Sciences. 434 (1991): 9—13. Bibcode:1991RSPSA.434....9K. doi:10.1098/rspa.1991.0075.
- Kolmogorov, Andrey Nikolaevich (1941). „Dissipation of Energy in the Locally Isotropic Turbulence”. Proceedings of the USSR Academy of Sciences. 32: 16—18. (језик: руски), translated into English by. Kolmogorov, Andrey Nikolaevich (8. 7. 1991). „The local structure of turbulence in incompressible viscous fluid for very large Reynolds numbers”. Proceedings of the Royal Society of London, Series A: Mathematical and Physical Sciences. 434 (1980): 15—17. Bibcode:1991RSPSA.434...15K. doi:10.1098/rspa.1991.0076.
- G. K. Batchelor (1953). The theory of homogeneous turbulence. Cambridge University Press.
- Kunze, Eric; Dower, John F.; Beveridge, Ian; Dewey, Richard; Bartlett, Kevin P. (22. 9. 2006). „Observations of Biologically Generated Turbulence in a Coastal Inlet”. Science (на језику: енглески). 313 (5794): 1768—1770. Bibcode:2006Sci...313.1768K. ISSN 0036-8075. PMID 16990545. doi:10.1126/science.1129378.
- Narasimha, R.; Rudra Kumar, S.; Prabhu, A.; Kailas, S. V. (2007). „Turbulent flux events in a nearly neutral atmospheric boundary layer” (PDF). Philosophical Transactions of the Royal Society A: Mathematical, Physical and Engineering Sciences. 365 (1852): 841—858. Bibcode:2007RSPTA.365..841N. PMID 17244581. doi:10.1098/rsta.2006.1949. Архивирано из оригинала (PDF) 22. 9. 2017. г. Приступљено 1. 6. 2020.
- Trevethan, M.; Chanson, H. (2010). „Turbulence and Turbulent Flux Events in a Small Estuary”. Environmental Fluid Mechanics. 10 (3): 345—368. doi:10.1007/s10652-009-9134-7. Архивирано из оригинала 19. 3. 2019. г. Приступљено 1. 6. 2020.
- Jin, Y.; Uth, M.-F.; Kuznetsov, A. V.; Herwig, H. (2. 2. 2015). „Numerical investigation of the possibility of macroscopic turbulence in porous media: a direct numerical simulation study”. Journal of Fluid Mechanics. 766: 76—103. Bibcode:2015JFM...766...76J. doi:10.1017/jfm.2015.9.

## Spoljašnje veze
- vCenter for Turbulence Research, Scientific papers and books on turbulence}-
- vCenter for Turbulence Research, Stanford University}-
- Turbulent flow in a pipe на веб-сајту